# Gemeiner Regenwurm
Der Gemeine Regenwurm (Lumbricus terrestris), auch Tauwurm, Aalwurm oder kurz Regenwurm (von althochdeutsch rëganwurm, lateinisch lumbricus) genannt, ist die bekannteste und eine der häufigsten und größten Regenwurmarten Europas.

## Merkmale
Der Gemeine Regenwurm ist langgestreckt zylindrisch mit zugespitztem Vorder- und abgeflachtem, stumpfen Hinterende. Unter der leicht irisierenden Cuticula ist er rötlich bis bräunlich gefärbt, wobei der Rücken in der vorderen Hälfte deutlich dunkler bis braunviolett ist und nach hinten heller wird. In der Rückenmitte kann das Rückengefäß durchscheinen. Bei geschlechtsreifen Tieren ist von Februar bis August ein heller gefärbter und verdickter Gürtel (Clitellum) im vorderen Körperdrittel erkennbar.
Die Art erreicht im geschlechtsreifen Zustand eine Körperlänge von 9 bis 30 oder sogar bis 35 Zentimeter. Da der Wurm an einer Segmentbildungszone nahe dem Hinterende lebenslang weitere Segmente neu bilden kann, hängt die Körpergröße auch vom Lebensalter des Individuums ab. Er gehört zu den größten Regenwurmarten Europas, ist aber anhand von Färbungs- und Größenmerkmalen allein nicht sicher von einer Reihe verwandter Arten zu unterscheiden.

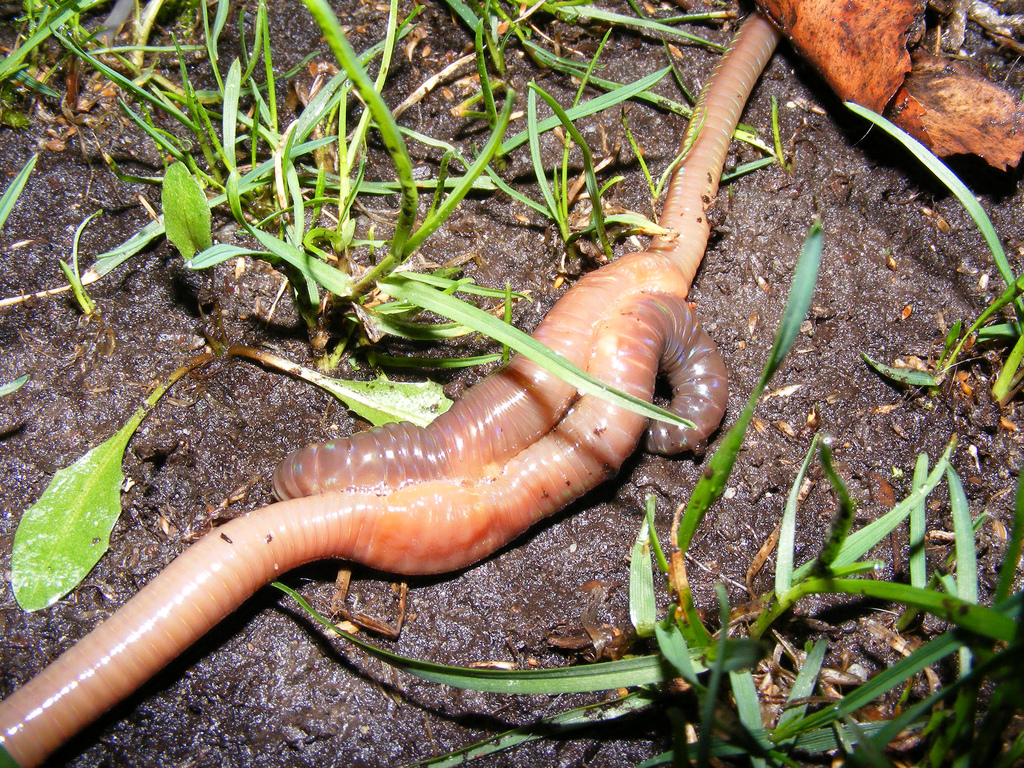
Regenwürmer bei der Kopulation

Sein Körper ist in bis zu 180, meist 135 bis 150 Segmente unterteilt, deren Zahl mit dem Alter zunimmt und die nahe dem Hinterende gebildet werden. Die Mundöffnung liegt an der Bauchseite des Kopflappens, der das erste Rückensegment teilt (tanylobes Prostomium). In jedem Segment liegen vier Borstenpaare (Chaetae) – zwei an der Bauchseite und je eines an jeder Flanke. Ab dem siebten oder achten Segment liegen in den Furchen hinter den Segmenten kleine Rückenporen, die allerdings nur bei gestreckten Tieren sichtbar sind. Die Öffnungen der Samentaschen (Receptacula seminis) liegen zwischen dem 9. und 10. und zwischen dem 10. und 11. Segment. Die kleinen unscheinbaren weiblichen Geschlechtsöffnungen liegen am 14., die größeren männlichen am 15. Segment – sie sind bei geschlechtsreifen Tieren von lippenförmigen Wülsten eingefasst, von deren Außenrand aus sich eine Rinne, die dem Samentransport dient (Samenrinne), bis zum Clitellum (Gürtel) erstreckt. Dieses erstreckt sich über die Segmente 32 bis 37 und ist sattelförmig mit bauchseitigen Wülsten (Pubertätsleisten) auf beiden Seiten. Am Körperende (dem Pygidium) liegt die senkrechte Afterspalte.

## Lebensweise
Der Gemeine Regenwurm lebt in Wiesen und Gärten, gräbt bis zu drei Meter tiefe Gänge und durchwühlt den Boden sehr intensiv. Aus dem Verhalten des Gemeinen Regenwurms schloss man auf bevorstehenden Regen. Seine Nahrung besteht zum größten Teil aus noch nicht stark verwesten Pflanzenteilen. Sie werden in die Wohnröhren gezogen und dort verdaut. Der Kot wird später wieder an die Oberfläche gebracht oder auch zur Verfestigung der Gänge verwendet.
Nach ungefähr einem Jahr wird der Tauwurm geschlechtsreif. Die Jungtiere schlüpfen, abhängig von Nahrung und Temperatur, etwa nach einem halben bis zu einem Jahr aus den Kokons.

## Verwendungen
Der Gemeine Regenwurm eignet sich sehr gut als Bioindikator für die Bodenqualität, da er durch das Graben der Gänge Bodenmaterial direkt aufnimmt und als Destruent Pflanzenreste frisst. So wird der Tauwurm bereits seit 1985 in der Umweltprobenbank des Bundes (UPB) als Monitororganismus untersucht. Dank seiner relativ geringen Zahl an Neuronen (etwa 300) ist er ein beliebtes Forschungsobjekt im Bereich der Neurobiologie. Im Mittelalter fand der Regenwurm auf vielfältige Weise Verwendung in der Heilkunde.

## Verbreitung
Der Wurm ist in Europa heimisch. In Südost-Europa erreicht seine Verbreitung auf der Balkanhalbinsel noch Nordmazedonien und Bulgarien, er fehlt aber in Griechenland und in der Türkei. Inzwischen kommt er als invasive Art auch in Kanada und den nördlichen USA vor. Durch seinen Konsum von Laub verändert er die Nahrungskette und durch seine Interaktionen mit Samen verändert er die dortige Pflanzenwelt.

## Kryptische Arten
Lumbricus terrestris wurde als eine der ersten Regenwurmarten überhaupt durch den Begründer der wissenschaftlichen Taxonomie, Carl von Linné erstbeschrieben, es ist die Typusart der Gattung Lumbricus. Aufgrund der frühen, für heutige Bedürfnisse extrem kurzen und vagen Beschreibung entstand eine gewisse Konfusion um die Verwendung des Namens, die durch den Anneliden-Experten Reginald William Sims durch Festlegung eines Neotypus gelöst wurde. Unerwarteterweise zeigte eine spätere Untersuchung anhand genetischer Marker, mittels DNA-Barcoding, dass die Sammelart in zwei getrennte Linien aufgespalten werden konnte, die als Kryptospezies interpretiert wurden. Für die eine, eher südlich verbreitete Linie wurde der alte Artname Lumbricus herculeus (Savigny, 1826) wieder reaktiviert, die andere, eher nördlich verbreitete, behielt den traditionellen Artnamen. Lumbricus herculeus wurde, als Enteron herculeum 1826 durch den französischen Naturforscher Marie Jules César le Lorgne de Savigny erstbeschrieben, durch Antoine Louis Dugès in die Gattung Lumbricus transferiert und galt seit langem als Synonym von Lumbricus terrestris. Obwohl geringfügige morphologische Unterschiede angegeben werden (Lumbrius herculeus ist etwas kleiner), überlappen die Merkmale stark, so dass nach morphologischer Untersuchung die Arten nicht unterschieden werden können. Spätere, umfassendere genetische Tests unter Verwendung des Kerngenoms unterstützten die Existenz zweier getrennter Linien, auch wenn sich einzelne Individuen als Hybride zwischen diesen interpretieren ließen. Lumbricus herculeus, beschrieben aus Frankreich, soll eher im Süden vorkommen, Lumbricus terrestris, beschrieben aus Skandinavien, eher im Norden, wobei aber die Verbreitung breit überlappt und aus beiden Regionen auch Exemplare der jeweils anderen Linie vorliegen. Die nach Nordamerika eingeschleppten Individuen sollen alle zu Lumbricus terrestris s. str. stammen. Obwohl die Berechtigung der Aufspaltung nicht generell bestritten wird, ist in den meisten Regionen bisher nicht getestet worden, welche der genetischen Linien und damit möglichen kryptischen Arten dort vorkommt. So ist beispielsweise auch für Deutschland noch unbekannt, welche der Kryptospezies hier vorkommen.